# Dálnice A6 (Chorvatsko)
Dálnice A6 v Chorvatsku spojuje dálnici A1 s městem Rijekou.

## Trasa dálnice
Dálnice začíná ve městě Rijeka a vede na východ paralelně s hranicí se Slovinskem. Nedaleko ní, u vesnice Bosiljevo, se napojuje na jednu z nejdůležitějších dálnic v zemi, dálnici A1 spojující Split a Záhřeb. Prochází Přímořsko-gorskokotarskou a Karlovackou župou. Kromě Rijeky je také hlavní komunikací při cestě z hlavního města na Istrijský poloostrov.